# Gare de Waremme
La gare de Waremme est une gare ferroviaire belge de la ligne 36 de Liège à Bruxelles, située sur le territoire de la ville de Waremme dans la province de Liège.
Elle est ouverte en 1838 par les Chemins de fer de l’État belge.
C'est une gare voyageurs de la Société nationale des chemins de fer belges (SNCB), desservie par des trains InterCity (IC), Suburbains (S) et Heure de pointe (P).

## Situation ferroviaire
Établie à 120 mètres d'altitude, la gare de Waremme est située au point kilométrique (PK) 73,983 de la ligne 36, de Bruxelles-Nord à Liège-Guillemins, entre les gares ouvertes de Landen et de Bléret.

## Histoire
La station de Waremme est mise en service le 2 avril 1838 par les Chemins de fer de l’État belge, lorsqu'ils ouvrent à l'exploitation la section de Tirlemont à Ans. Située entre les stations de Landen et de Fexhe-le-Haut-Clocher elle dessert une petite ville de 2 000 habitants.
Un petit bâtiment de style néoclassique est érigé à Waremme. Semblable à celui de la gare de Wetteren construite en 1848 par Auguste Payen, il comportait un corps central à étage de plan carré muni de trois travées sous une toiture en pavillon flanqué de deux ailes basses d'une travée sous toiture en appentis. Les travées du premier étage sont surmontées d’arcs en plein cintre tandis que celles à l’étage sont à linteau droit.
Rapidement, ce petit bâtiment devint trop exigu face à l'augmentation du trafic et l’expansion de la ville de Waremme.
En 1912, il fut démoli et remplacé par un bâtiment monumental comportant treize travées avec trois avancées côté rue. Ce dernier est toujours utilisé à l'heure actuelle.

## Service des voyageurs

### Accueil
Gare SNCB, elle dispose d'un bâtiment voyageurs, avec guichet, ouvert tous les jours. Elle est équipée d'automates pour l'achat de titres de transport. Un service et des aménagements et équipements sont à la disposition des personnes à la mobilité réduite. Un buffet est installé dans la gare.

### Desserte
Waremme est desservie par des trains InterCity (IC), Suburbains (S44) et d'Heure de pointe (P) (voir brochure SNCB de la ligne 36).

#### Semaine
En semaine, Waremme possède deux dessertes régulières cadencées à l’heure : des trains IC entre Knokke et Liège-Guillemins via Brussels-Airport et des trains S44 entre Landen et Visé via Liège et Bressoux.
Il existe aussi quelques trains supplémentaires en heure de pointe :
- un unique train IC de Liège-Guillemins à Ostende (le matin) ;
- deux trains P entre Liège-Guillemins et Bruxelles-Midi (le matin, retour l’après-midi) ;
- des trains P ou S44 supplémentaires de Landen à Liège-Guillemins (deux, le matin) ;
- un unique train S44 d'Ans à Landen (le matin) ;
- un unique train S44 de Waremme à Liège-Guillemins à Landen (vers midi, seulement le mercredi) ;
- un unique train S44 de Waremme à Liège-Guillemins (l’après-midi) ;
- un unique train IC dans chaque sens entre Eupen et Ostende (en fin de soirée) ;
- un unique train IC d'Ostende à Welkenraedt (en fin de soirée).

#### Week-ends et jours fériés
En dehors de quelques trains IC, le soir et le matin, il n’y a pas de trains à longue distance s’arrêtant à Waremme.
La desserte comprend un seul service régulier (trains S à arrêts fréquents reliant Landen à Liège-Guillemins) cadencé à l’heure ainsi que quatre trains IC tôt le matin ou tard le soir : un unique train IC de Liège-Guillemins à Ostende (le matin) ; une paire d'IC entre Eupen et Ostende (en fin de soirée) et un IC d’Ostende à Welkenraedt (en fin de soirée).

### Intermodalité
Un parc (gratuit) pour les vélos et un parking (gratuit) pour les véhicules y sont installés.
Une station de taxi et un arrêt de bus et  jouxtent la gare ; ce dernier est desservi par des lignes du TEC en direction de Huy, Oreye, et même Liège.

## Comptage voyageurs
Ce graphique et tableau montre le nombre de voyageurs embarquant en moyenne durant la semaine, le samedi et le dimanche.
| Nombre de passagers qui embarquent à la gare de Waremme | Nombre de passagers qui embarquent à la gare de Waremme | Nombre de passagers qui embarquent à la gare de Waremme | Nombre de passagers qui embarquent à la gare de Waremme |
|                                                         | Semaine                                                 | Samedi                                                  | Dimanche                                                |
| ------------------------------------------------------- | ------------------------------------------------------- | ------------------------------------------------------- | ------------------------------------------------------- |
| 1977                                                    | 3 020                                                   | 553                                                     | 682                                                     |
| 1978                                                    | 2 880                                                   | 707                                                     | 548                                                     |
| 1979                                                    | 2 694                                                   | 575                                                     | 535                                                     |
| 1980                                                    | 2 221                                                   | 579                                                     | 583                                                     |
| 1981                                                    | 2 379                                                   | 630                                                     | 561                                                     |
| 1982                                                    | 2 692                                                   | 568                                                     | 623                                                     |
| 1983                                                    | 3 098                                                   | 400                                                     | 459                                                     |
| 1984                                                    | 2 568                                                   | 449                                                     | 455                                                     |
| 1985                                                    | 2 617                                                   | 441                                                     | 545                                                     |
| 1986                                                    | 2 231                                                   | 448                                                     | 394                                                     |
| 1987                                                    | 2 499                                                   | 453                                                     | 372                                                     |
| 1988                                                    | 2 711                                                   | 518                                                     | 517                                                     |
| 1989                                                    | 2 383                                                   | 381                                                     | 401                                                     |
| 1990                                                    | 2 113                                                   | 438                                                     | 382                                                     |
| 1991                                                    | 2 431                                                   | 526                                                     | 422                                                     |
| 1992                                                    | 2 505                                                   | 510                                                     | 410                                                     |
| 1993                                                    | 2 349                                                   | 562                                                     | 582                                                     |
| 1994                                                    | 2 455                                                   | 422                                                     | 318                                                     |
| 1995                                                    | 2 156                                                   | 449                                                     | 384                                                     |
| 1996                                                    | 2 379                                                   | 359                                                     | 324                                                     |
| 1997                                                    | 2 405                                                   | 421                                                     | 384                                                     |
| 1998                                                    | 2 300                                                   | 366                                                     | 368                                                     |
| 1999                                                    | 2 225                                                   | 330                                                     | 226                                                     |
| 2000                                                    | 2 261                                                   | 858                                                     | 306                                                     |
| 2001                                                    | 2 458                                                   | 380                                                     | 336                                                     |
| 2002                                                    | 2 243                                                   | 467                                                     | 307                                                     |
| 2003                                                    | 2 210                                                   | 576                                                     | 356                                                     |
| 2004                                                    | 2 268                                                   | 592                                                     | 433                                                     |
| 2005                                                    | 2 496                                                   | 538                                                     | 455                                                     |
| 2006                                                    | 2 286                                                   | 598                                                     | 484                                                     |
| 2007                                                    | 2 208                                                   | 572                                                     | 448                                                     |
| 2008                                                    | -                                                       | -                                                       | -                                                       |
| 2009                                                    | 2 251                                                   | 497                                                     | 399                                                     |
| 2010                                                    | -                                                       | -                                                       | -                                                       |
| 2011                                                    | -                                                       | -                                                       | -                                                       |
| 2012                                                    | 2 403                                                   | 451                                                     | 507                                                     |
| 2013                                                    | 2 523                                                   | 474                                                     | 420                                                     |
| 2014                                                    | 2 705                                                   | 561                                                     | 533                                                     |
| 2015                                                    | 2 644                                                   | 609                                                     | 548                                                     |
| 2016                                                    | 2 411                                                   | 567                                                     | 409                                                     |
| 2017                                                    | 2 283                                                   | 420                                                     | 380                                                     |
| 2018                                                    | 1 994                                                   | 437                                                     | 417                                                     |
| 2019                                                    | 2 283                                                   | 522                                                     | 347                                                     |
| 2020                                                    | 1 296                                                   | 238                                                     | 127                                                     |
| 2021                                                    | -                                                       | -                                                       | -                                                       |
| 2022                                                    | 1 890                                                   | 429                                                     | 351                                                     |
| 2023                                                    | 2 003                                                   | 480                                                     | 383                                                     |
| 2024                                                    | 1 909                                                   | 415                                                     | 344                                                     |

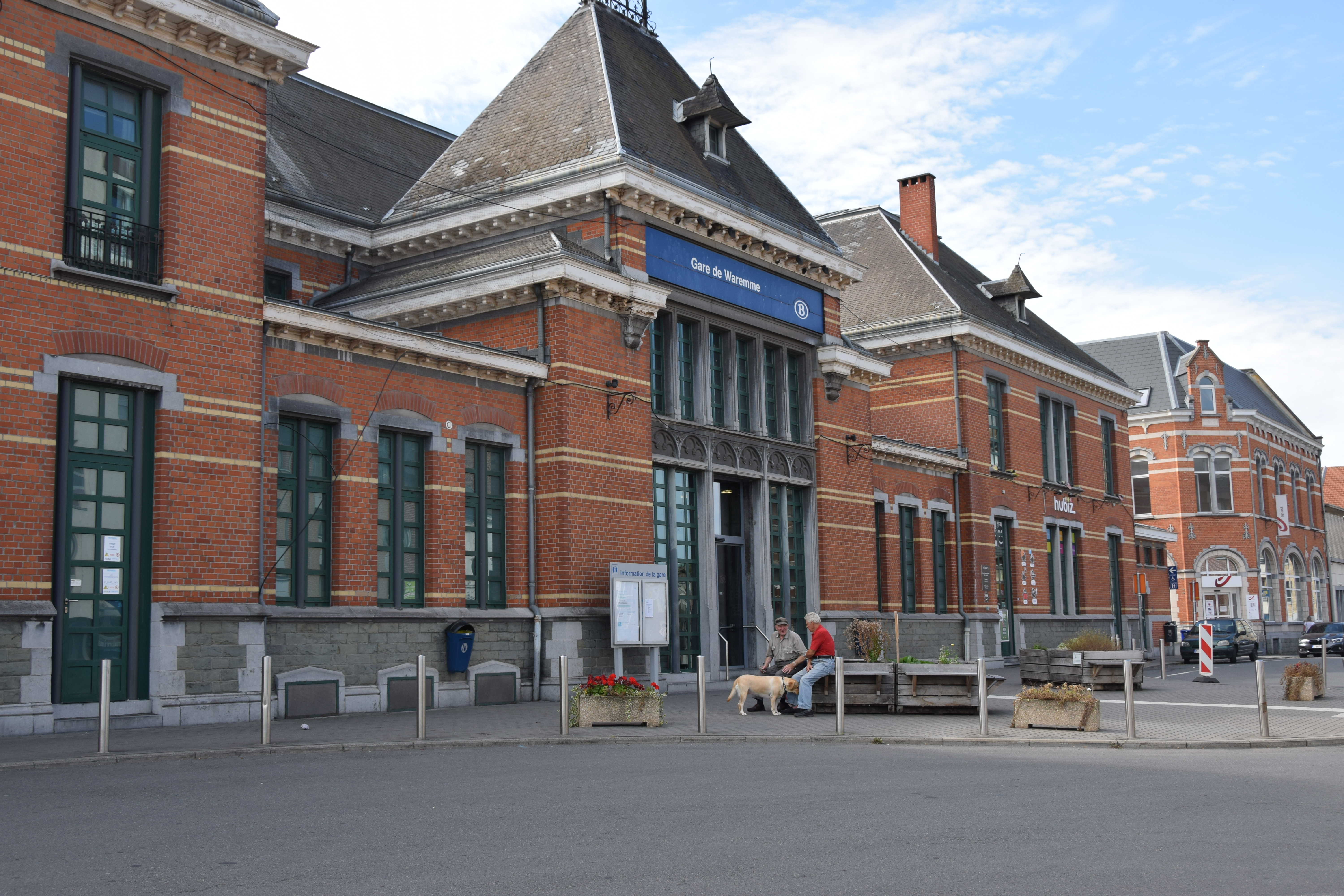
Entrée principale.
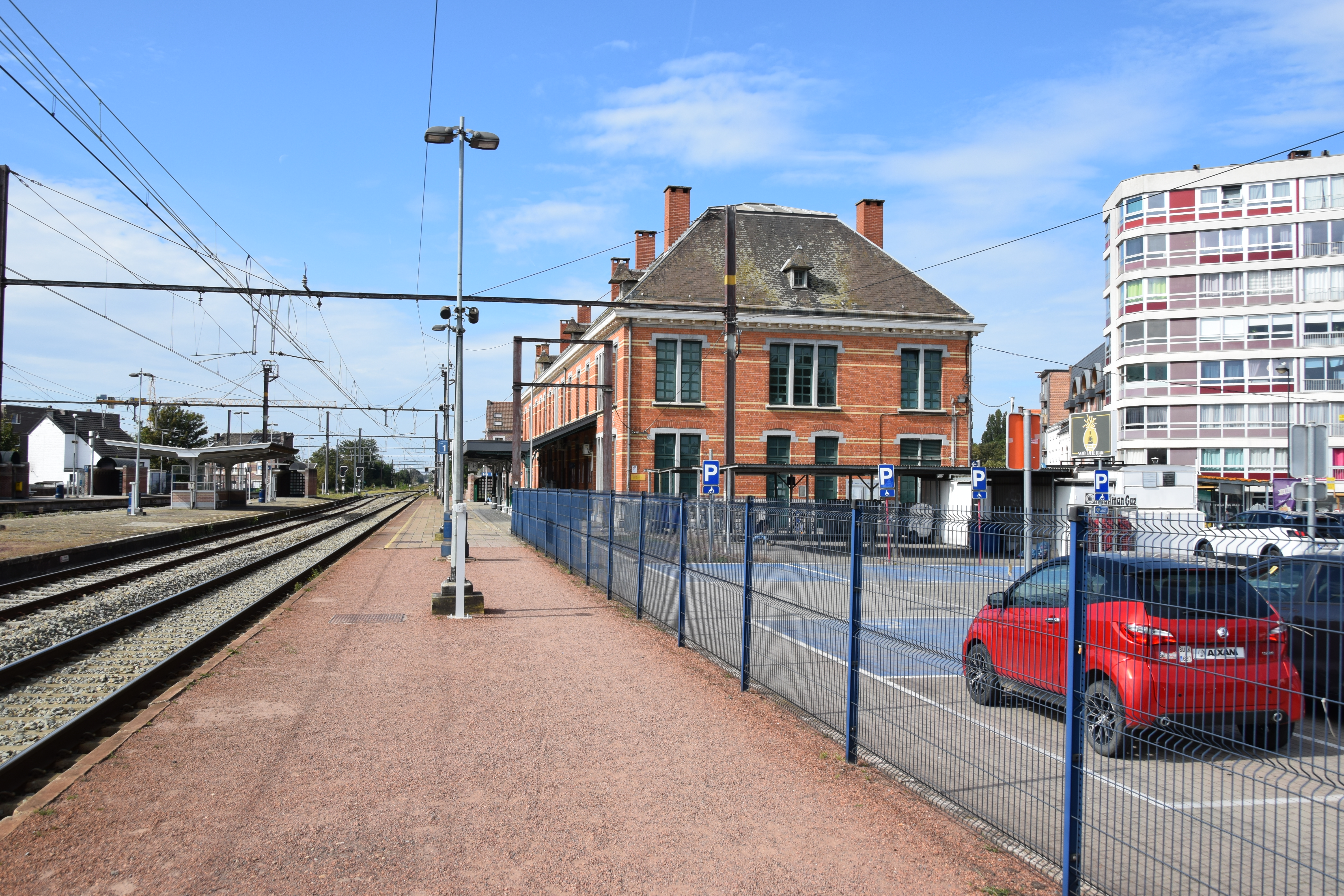
Bâtiment et parking.
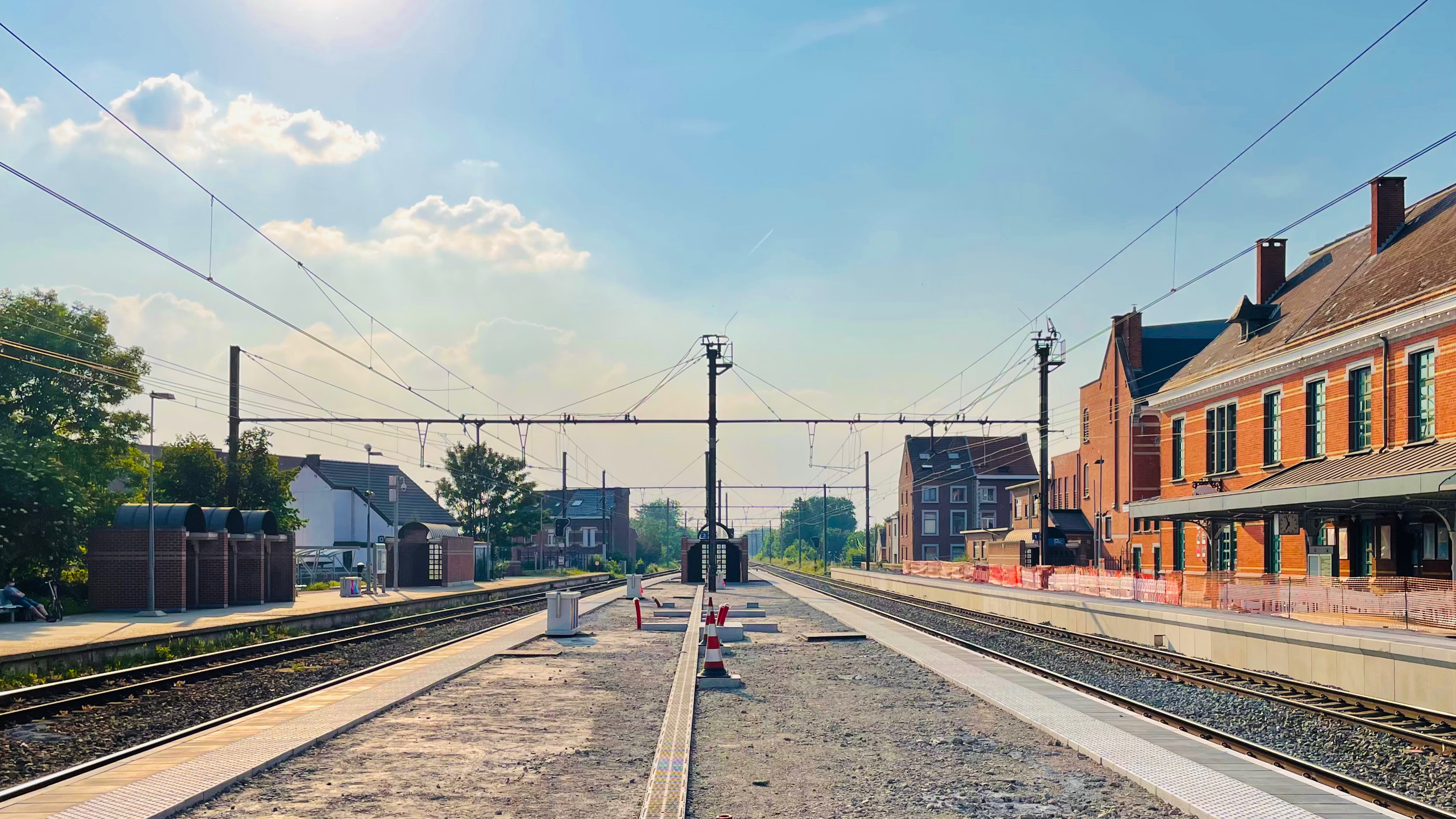
Quais en réfection (2021).